# Velké Heraltice
Velké Heraltice (deutsch Großherrlitz; auch Groß Herrlitz) ist eine Gemeinde im Okres Opava in der Region Mährisch-Schlesien in Tschechien.

## Geographie
Velké Heraltice liegt 14 Kilometer westlich der Stadt Opava im Südosten der Brantická vrchovina an der Einmündung des Horecký potok in den Heraltický potok. Nachbarorte sind Tábor und Brumovice (Braunsdorf) im Norden, Loděnice (Lodenitz) im Nordosten, Kamenec (Kamentz) im Osten, Sádek im Süden, Svobodne Heřmanice (Freihermersdorf) und Košetice im Südwesten, Malé Heraltice (Kleinherrlitz) und Horní Benešov im Westen und Lichnov sowie Sosnová im Nordwesten. Durch den Ort verläuft die Staatsstraße I/11.

## Geschichte

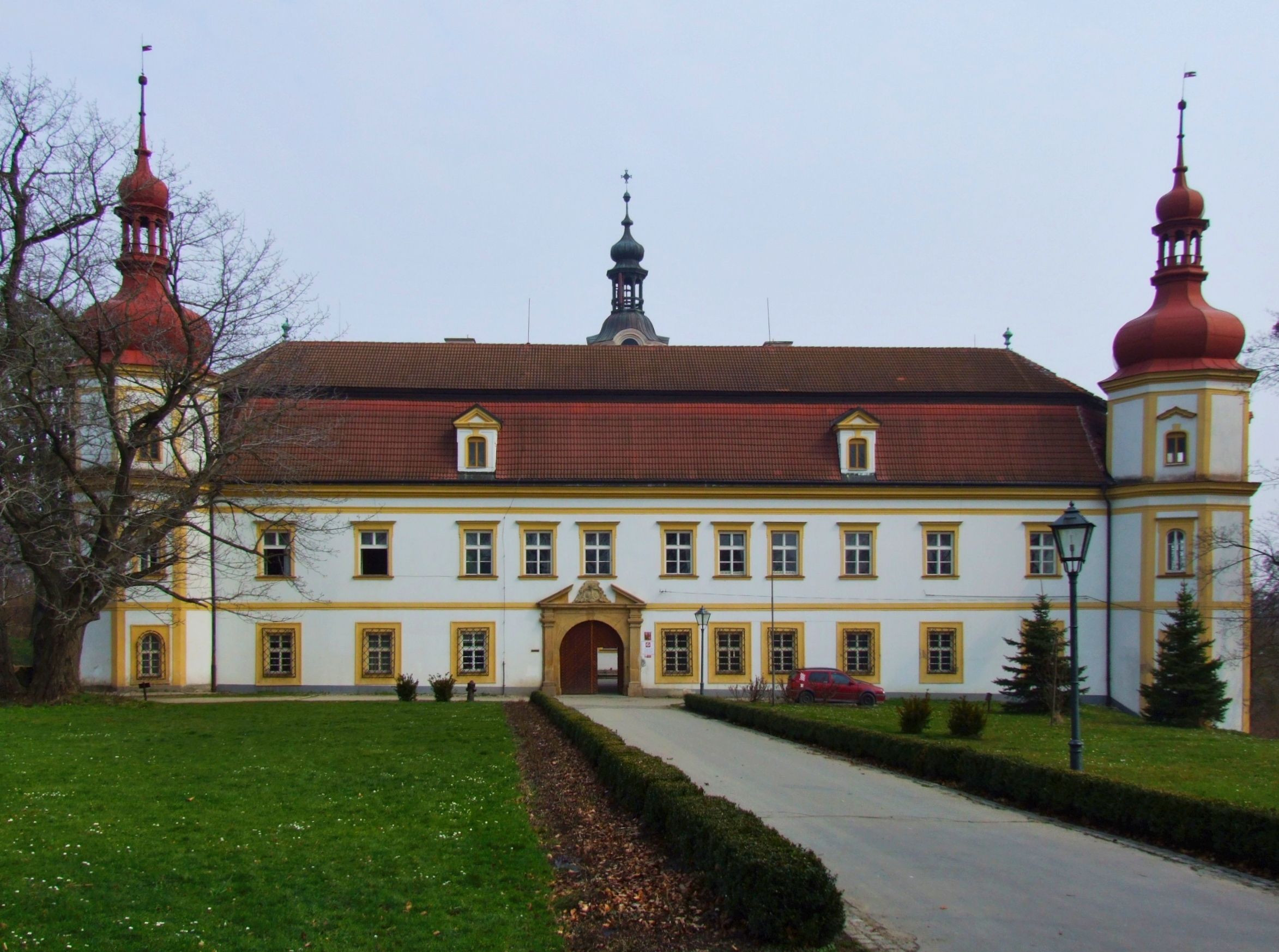
Schloss Velké Heraltice

Der Ort wurde erstmals 1230 urkundlich erwähnt und gehörte bis Ende des 14. Jahrhunderts den Rittern von Heraltitz (von Heroltsdorf, von Heralticz). Das von ihnen erbaute Kastell wurde erstmals 1377 bei der Teilung des Herzogtums Troppau namentlich genannt, als Heraltitz dem Herzogtum Jägerndorf eingegliedert wurde. Zu den nachfolgenden Besitzern gehörten u. a. die Herren von Drahotusch (z Drahotuš), von Füllstein und die Birka von Nassiedel (Bírka z Násile). 1522 gelangte Heraltitz an Bernhard von Würben, der es mit Zustimmung des böhmischen Königs Ludwig II. 1525 in die Troppauer Landtafeln eintragen ließ.
Ende des 16. Jahrhunderts bauten die Grafen Würben das Kastell zu einem Renaissance-Schloss um. Stefan von Würben verkaufte im Jahre 1600 Großherrlitz an Sigismund d. J. Sedlnitzky von Choltitz, von dem es 1611 an Bohuslaw Pawlowský von Pawlowitz (Bohuslav Pavlovský z Pavlovic) überging und nach dessen Tod von Wenzel Freiherr von Oppersdorf erworben wurde. Dessen Sohn Wenzel Ignaz verkaufte Großherrlitz 1668 an den mährischen Oberstlandrichter Georg Stefan von Würben. Er veranlasste um 1676 den barocken Umbau des Schlosses. 1694 verkaufte er die Herrschaft Großherrlitz dem Zisterzienserkloster Velehrad. Während dessen Herrschaft wurde um 1720 beim Schloss ein terrassenartiger Blumen- und Obstbaumgarten sowie eine Fasanerie angelegt. 1767 verkaufte das Kloster die Herrschaft Großherrlitz aufgrund eines Vorkaufrechts wiederum an die Grafen von Würben. Eugen von Würben veranlasste eine Umgestaltung des Schlosses, wobei zahlreiche Säle mit Rokokostuck ausgeschmückt wurden. Anfang des 19. Jahrhunderts wurde eine Orangerie errichtet und um 1830 ein englischer Park mit exotischen Bäumen angelegt. 1840 erwarb die Familie Mitrowsky von Nemischl die Herrschaft Großherrlitz, 1849 Wilhelmine Kinsky.
Nach der Aufhebung der Patrimonialherrschaften gehörte Großherrlitz ab 1850 zur Bezirkshauptmannschaft Troppau, die 1918 an die neu gegründete Tschechoslowakei gelangte. Von 1899 bis zur Enteignung 1945 befanden sich das Schloss und die zugehörigen Güter im Besitz der Grafen Bellegarde, die um 1900 eine Schlosskapelle im Stil der Neugotik erbauten.
Nach dem Münchner Abkommen 1938 wurde Groß Herrlitz dem Deutschen Reich zugeschlagen und gehörte 1939 zum Landkreis Freudenthal und danach bis 1945 zum Landkreis Troppau. Nach dem Zweiten Weltkrieg kam es 1945 an die Tschechoslowakei zurück. Mit Beginn des Jahres 1999 wurde Tábor eingemeindet.

## Gemeindegliederung
Die Gemeinde Velké Heraltice besteht aus den Ortsteilen:
- Košetice (Koschendorf)
- Malé Heraltice (Klein Herrlitz)
- Sádek (Zattig)
- Tábor (Tabor)
- Velké Heraltice (Groß Herrlitz)

sowie den Ansiedlungen Nevrlovo (Marx) und Sádecký Dvůr (Zattiger Meierhof).

## Sehenswürdigkeiten

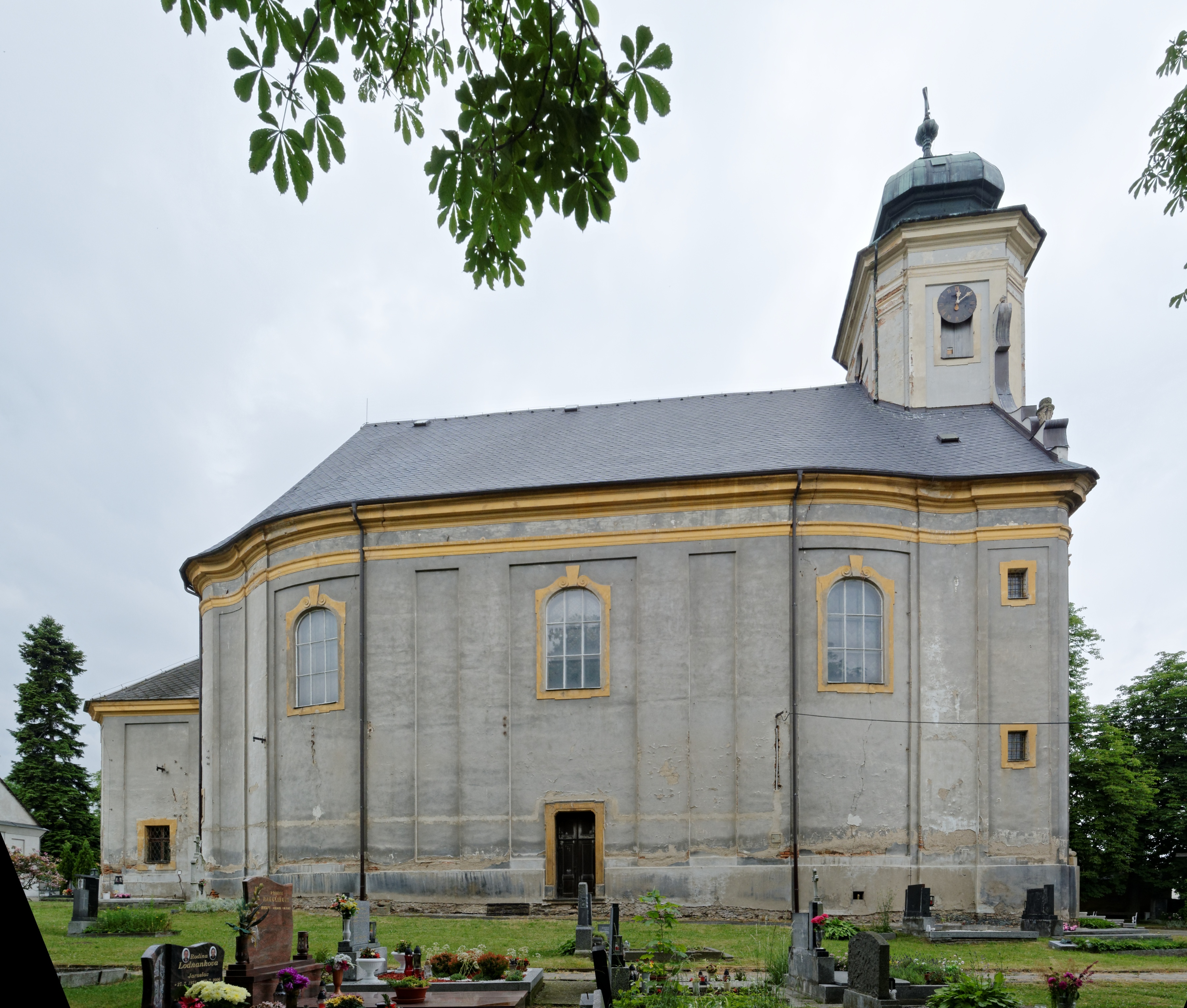
Kirche Mariä Unbefleckte Empfängnis

- Die auf einer Anhöhe liegende Pfarrkirche Mariä Unbefleckte Empfängnis wurde von 1751 bis 1753 an der Stelle eines Vorgängerbaus aus dem 15. Jahrhundert errichtet.
- Das Schloss Velké Heraltice entstand Ende des 16. Jahrhunderts im Stil der Renaissance an der Stelle eines Kastells. Um 1676 wurde es barock umgestaltet und um 1900 um eine Schlosskapelle im Stil der Neugotik erweitert.

## Persönlichkeiten
- Franz Josef Schwoy (1742–1806), mährischer Topograph und Archivar
- Wilhelm Gebauer (1882–1972), österreichischer Feldmarschallleutnant
- Renata Hampel CJ (1930–2013), deutsche Ordensschwester (Maria-Ward-Schwester)
- Adolf Hampel (1933–2022), deutscher katholischer Theologe